# 石手川
石手川（いしてがわ）は、重信川水系の支流で、愛媛県松山市を流れる河川。上流には石手川ダムがあり、松山市の上水の約半分を供給している。

## 概要
高縄山系の三方ヶ森付近に源流を発し、松山市東部にやや急な扇状地を形成し、出合にて重信川と合流する。出合付近の重信川と石手川にはさまれた三角地帯には坊っちゃんスタジアム（野球場）、愛媛県武道館などのスポーツ施設が集積している。

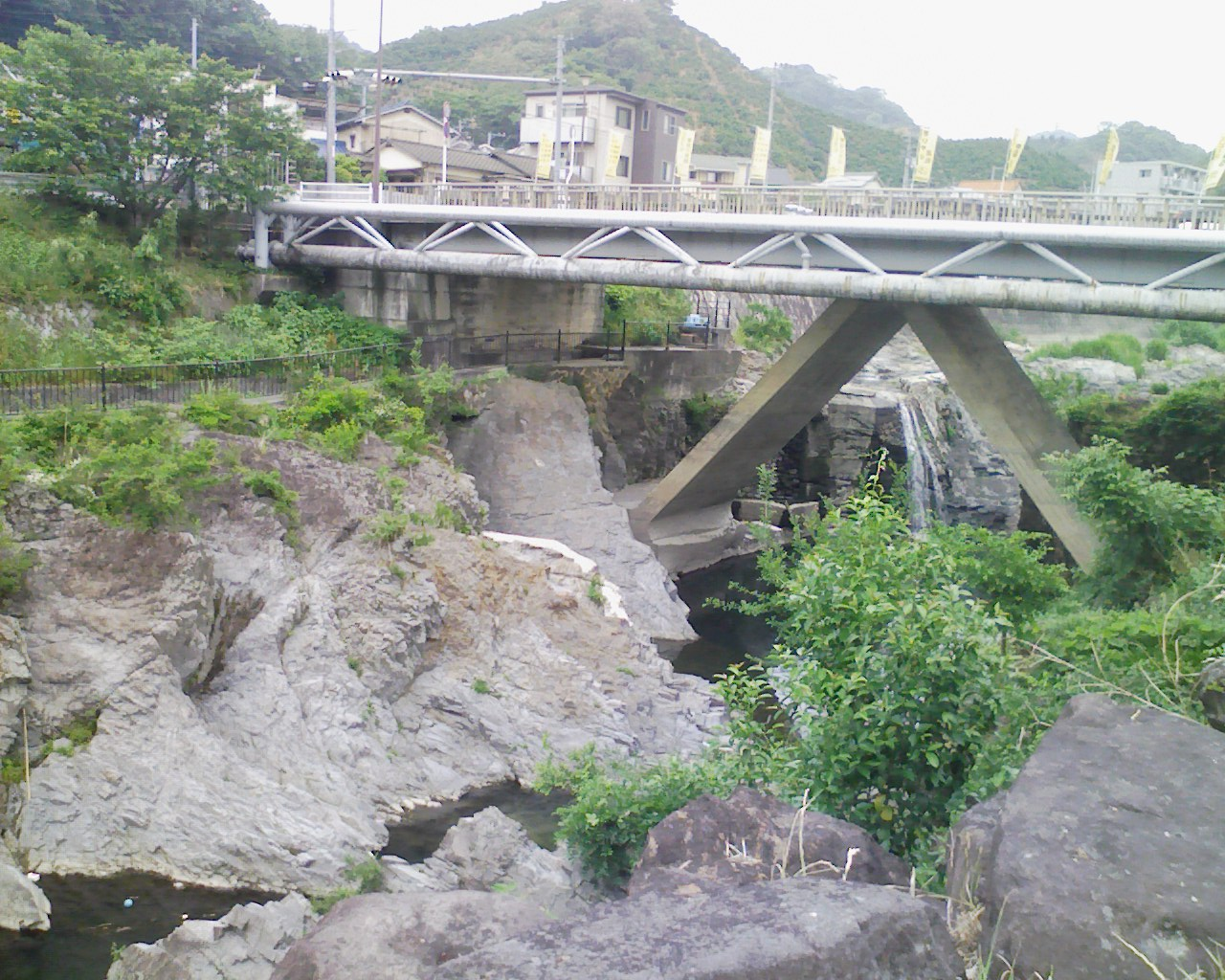
石手川の岩堰

石手川はもともとは、宝川とも湯山川とも呼ばれていた。松山平野に入ると西走し現在の松山市中心部付近を流れていたとされる。江戸期に改修工事を命じたのは加藤嘉明で、その家臣、足立重信が工事を行った。石手寺近くの岩堰（いわぜき）という場所で流れをせき止めていた岩石を砕き、流路を南西に変え、現在の川床となった。この流路変更工事により、重信川流域同様、水田を確保することができた。このため、旧川床の地域では今日でも地下水脈が走っており、地下水に恵まれている。石手川の流量は少なく、大雨増水時以外は川底をさらしている。
かつて、四国電力湯山発電所（水力発電所）に供給していたが、電力需要の増大や小流量で松山発電所（火力発電所）に転換され、現在は伊方発電所（原子力発電所）に統合されている。
川の両岸は岩堰から下流にかけての一帯は市街化し、特に右岸は松山市の中心市街地に接している。左岸は、長らく開発が進まなかったが、昭和40年代から宅地開発が進み始め、今日ではマンション等が建ち並ぶ市街地となっている。河岸の多くには公園が設置され、市街に近いことから市民の憩いやスポーツ活動の場として親しまれている。太平洋戦争後まもなくの頃は、河川敷や土手にバラックが建ち並んでいた。これらが撤去、整理されて跡地が公園になっている。
「We Love 石手川 河川大清掃～ 河川環境改善による四国最大の親水空間の創出～」が、平成28年度手づくり郷土賞受賞。

## 並行する交通

### 道路
- 国道317号

## アクセス

### 鉄道
- 伊予鉄道横河原線石手川公園駅下車
- 四国旅客鉄道予讃線市坪駅下車

### バス
- 伊予鉄バス市坪はなみずき線
- 伊予鉄バス8番線
- 伊予鉄バス10番線
- 伊予鉄バス米野々線
- 伊予鉄バス奥道後線
- ジェイアール四国バス松山高知急行線
- 伊予鉄バス森松砥部線
- 伊予鉄バス川内線

ほか

## 流域の観光地
- 石手川ダム湖（白鷺湖）
- 奥道後温泉
- 道後温泉
- 石手寺
- 石手川公園
- 松山中央公園 - 坊っちゃんスタジアムなど